# قسم بختاجرد الريفي (مقاطعة داراب)
قسم بختاجرد الريفي (بالفارسية: دهستان بختاجرد) هي منطقة سكنية تقع في إيران في قسم. يقدر عدد سكانها بـ 8,331 نسمة .